# Palicus dentatus
Palicus dentatus är en kräftdjursart som först beskrevs av Alphonse Milne-Edwards 1880.  Palicus dentatus ingår i släktet Palicus och familjen Palicidae. Inga underarter finns listade i Catalogue of Life.